# Portaferry
Portaferry (gaélique Port a' Pheire, « Endroit de débarquement d'un ferry ») est une ville du comté de Down en Irlande du Nord, à l'extrémité sud de la péninsule d'Ards, à proximité du détroit de Strangford Lough. Le port possède sa propre marina, abritant le service de ferry entre Portaferry et Strangford (distants de moins de 1 500 m), transportant environ 500 000 passagers par an. La ville avait une population de 2,514 personnes au recensement de 2011.

## Histoire
Au XVIIe siècle, les ports d'Ulster commencent à prendre de l'importance. En 1625, William Pitt est nommé gérant des ports de Newcastle, Dundrum, Killough, Portaferry, Donaghadee, Bangor et Holywood.

## Personnes
- Mgr Robert Echlin, évêque de Down et Connor (1612-1635), est enterré dans les ruines de Templecraney, Portaferry près de Church Street.
- La botaniste Mary Leebody est née à Portaferry en 1847.
- L'acteur et dramaturge Joseph Tomelty (1911-1995) est né à Portaferry.
- Vincent McNabb, prêtre, philosophe et poète, est né à Portaferry.
- La coureuse de demi-fond Ciara Mageean est né à Portaferry en 1992.
- Le cycliste paralympique James Brown est né à Portaferry en 1964 ou 1965.
- Elizabeth Welsh (1843-1921), principale du Girton College y a vécu.

## Environnement

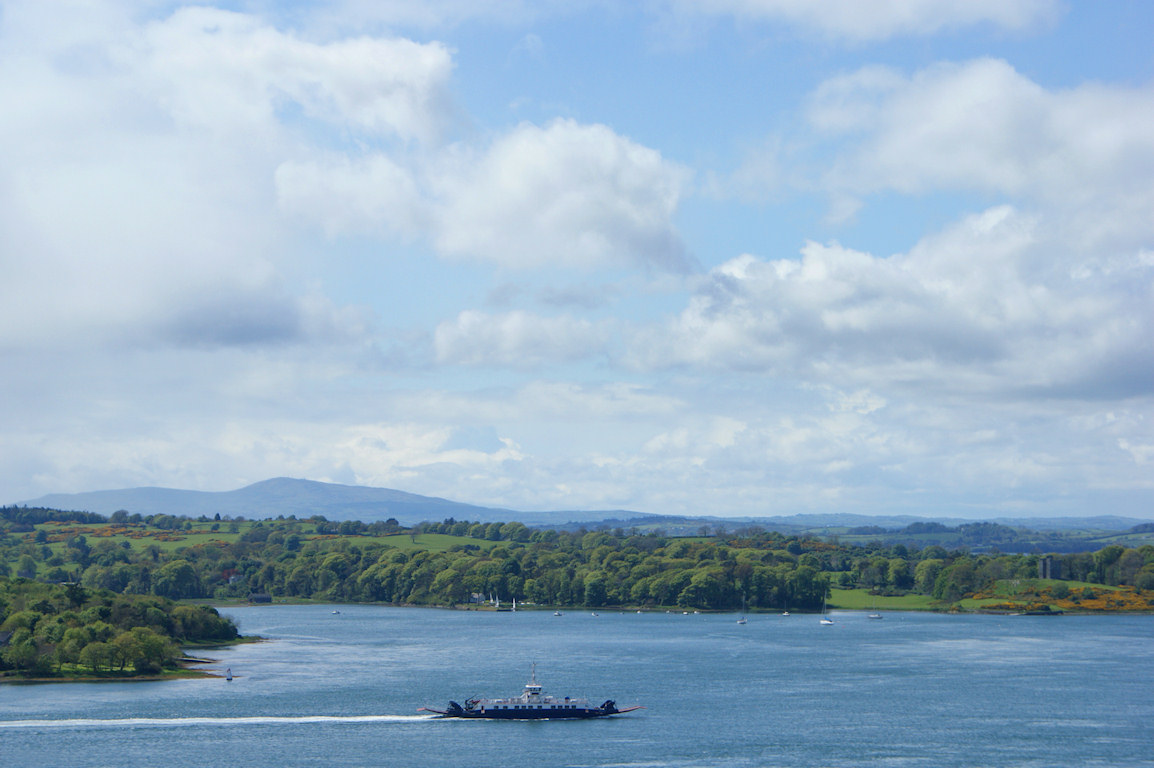
Strangford Lough vue de Windmill Hill, Portaferry

La région de Portaferry attire chaque année de nombreux touristes locaux et étrangers.
Le Strangford Lough est la plus grande incursion marine des îles britanniques. C'est la première réserve naturelle marine d'Irlande du Nord et elle est reconnue comme une Area of Outstanding Natural Beauty et site d'intérêt scientifique particulier, avec six réserves naturelles nationales. Plus de 2 000 espèces d'animaux marins ont été découvertes dans le Lough et des groupes importants d'oiseaux sauvages et d'oiseaux échassiers y convergent en hiver. Le Lough est également le site le plus important d'Irlande pour la reproduction de phoques communs.

## Sport
Les sports gaéliques (GAA), en particulier le hurling, sont dominants dans la région et le Portaferry GAC a été champion d'Ulster Club Hurling en 2014.
D'autres activités sont pratiquées comme la voile, l’aviron côtier, la pêche à la ligne, la sauvagine et l’observation des oiseaux. La ville possède le plus ancien club de voile du Strangford Lough.

## Galerie

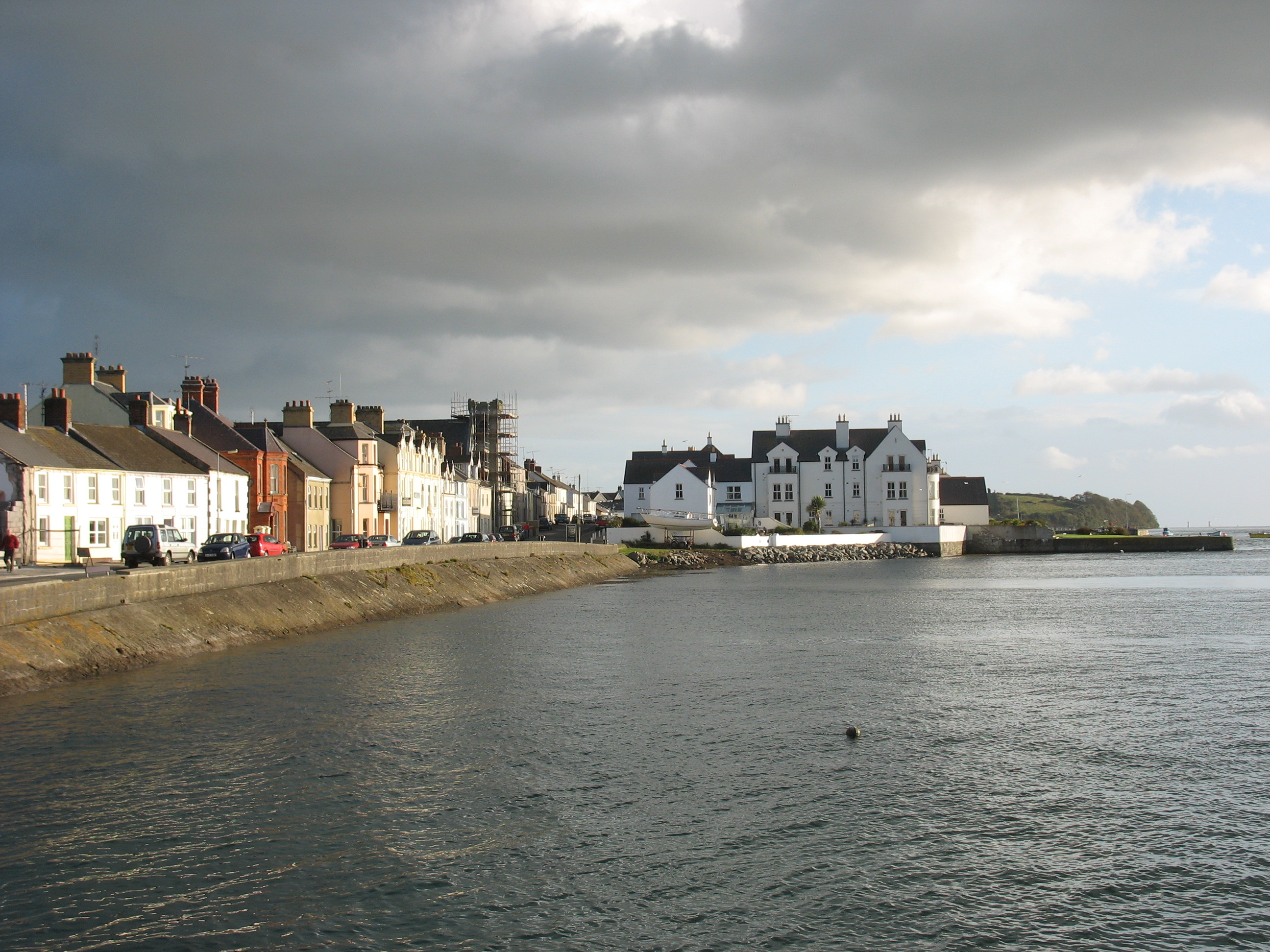
Portaferry du quai vers le sud
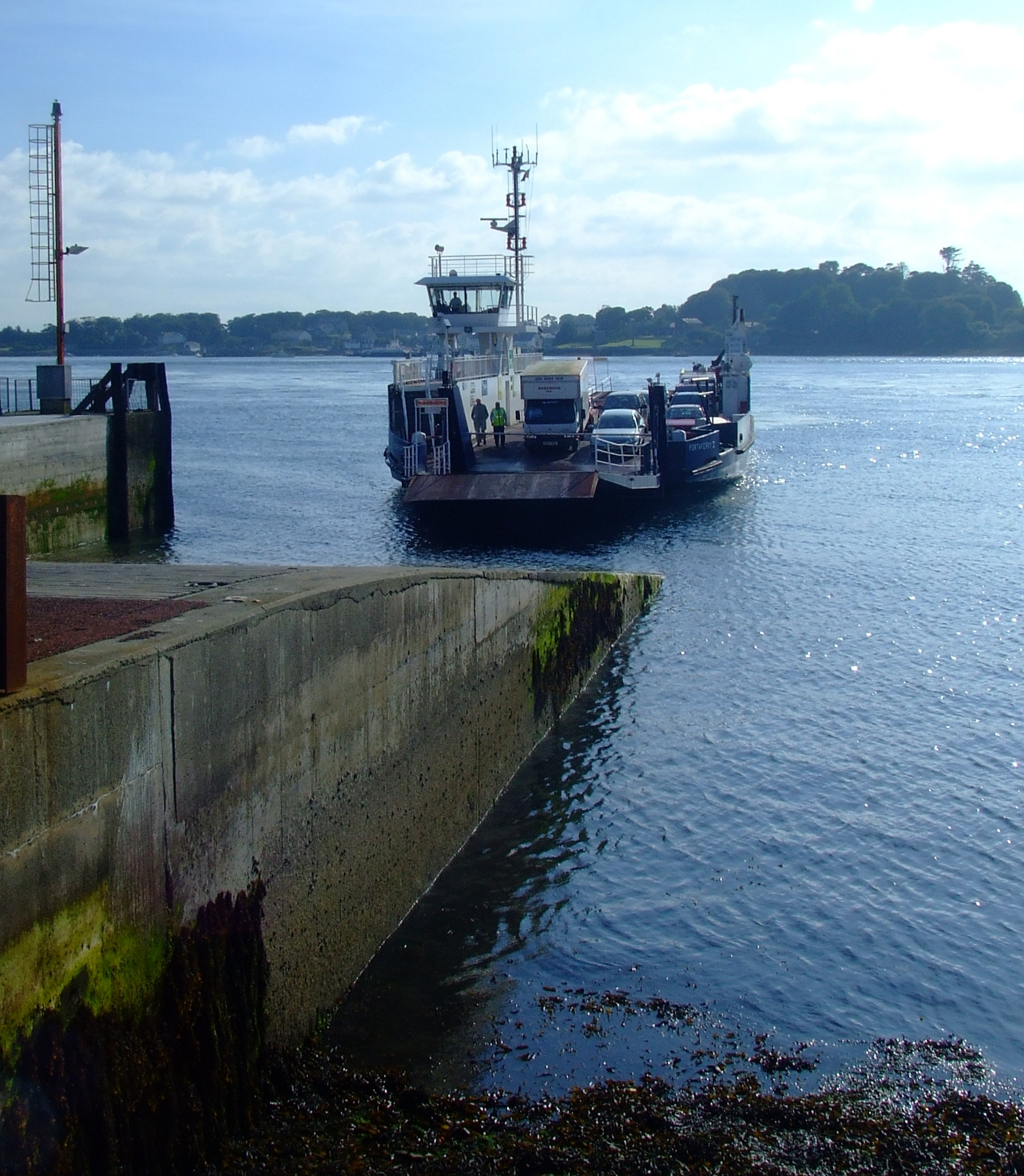
Le ferry de Portaferry revenant de Strangford.
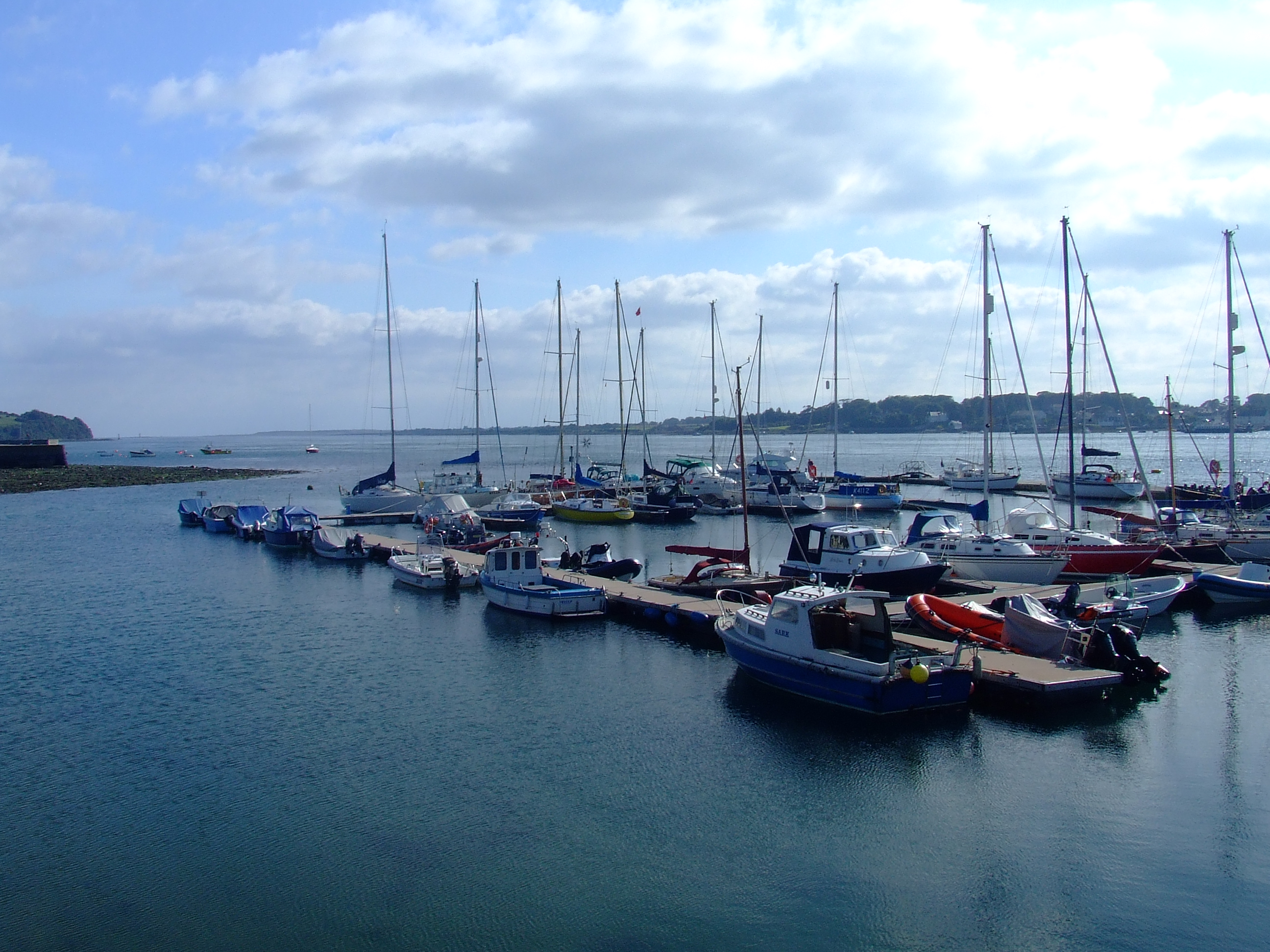
Portaferry Marina.
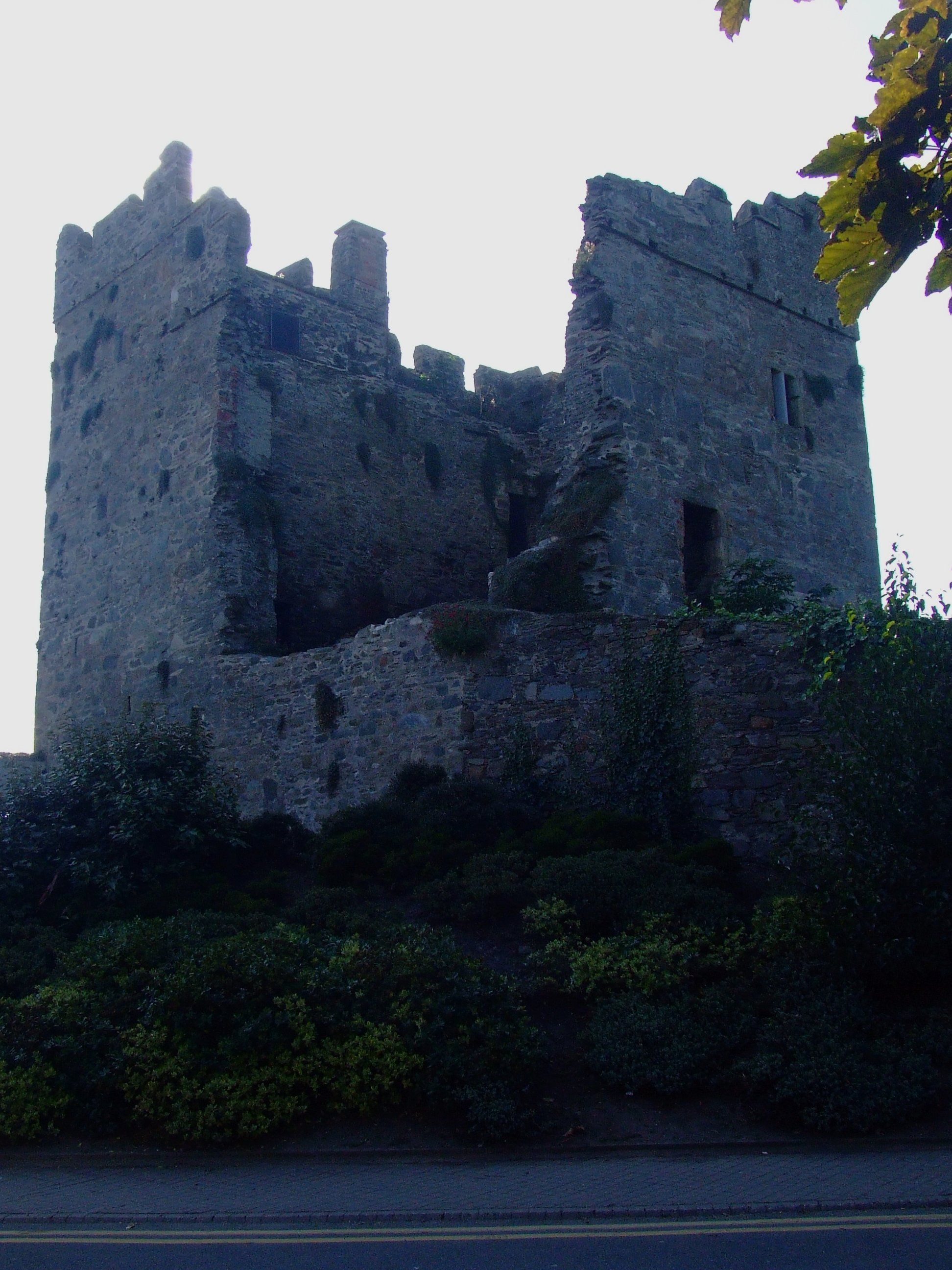
Château de Portaferry.
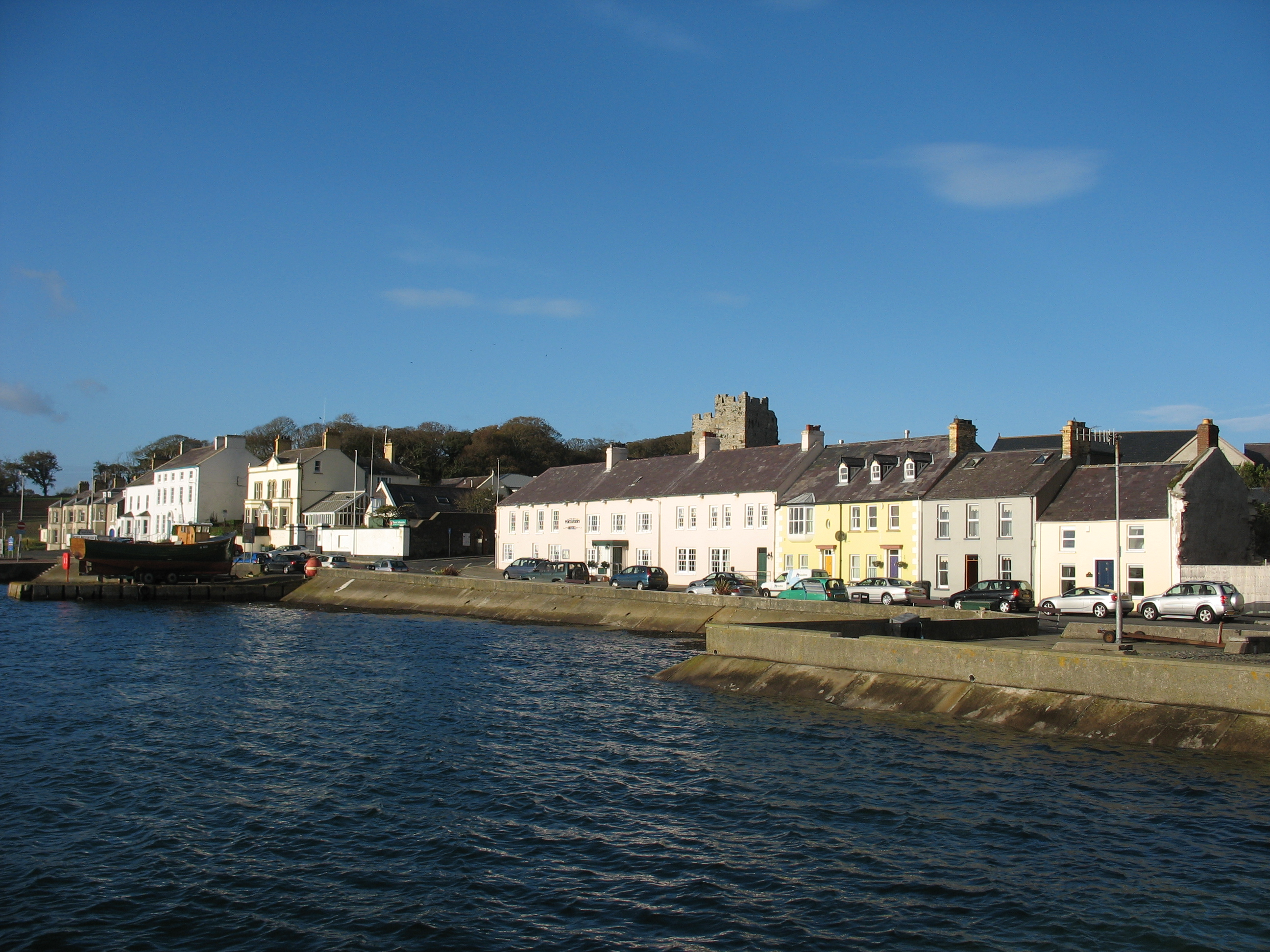
Portaferry du quai vers le nord
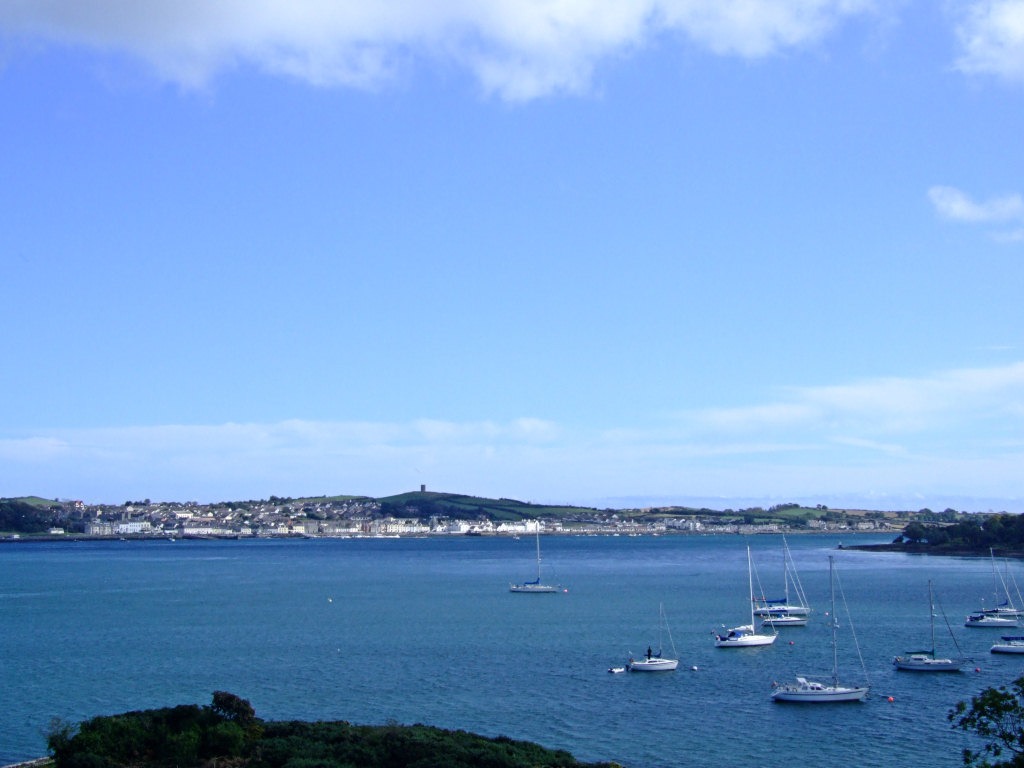
Portaferry De Castleward.